# Droits reproductifs
Les droits reproductifs sont les droits et les libertés légaux relatifs à la reproduction et à la santé procréative. La nature et la portée de ces droits varient selon les régions du monde. L'Organisation mondiale de la santé propose cette définition : « [les droits en matière de procréation] reposent sur la reconnaissance du droit fondamental de tous les couples et des individus de décider librement et avec discernement du nombre de leurs enfants et de l’espacement de leurs naissances et de disposer des informations nécessaires pour ce faire, et du droit de tous d’accéder à la meilleure santé en matière de sexualité et de reproduction. Ce droit repose aussi sur le droit de tous de prendre des décisions en matière de procréation sans être en butte à la discrimination, à la coercition ou à la violence, tel qu’exprimé dans des documents relatifs aux droits de l’homme ».
Les droits des femmes en matière de procréation comprennent les mouvements pro-choix, l'accès à la contraception, la protection contre la stérilisation contrainte et contre la grossesse forcée ; le droit d'accéder à des soins médicaux de qualité pour la procréation et l'accès à l'information nécessaire pour mener leurs choix avec un consentement libre et éclairé. Ces droits sont aussi ceux d'une éducation sexuelle relative aux infections sexuellement transmissibles et à d'autres aspects de leur sexualité, le droit à la santé lors des cycles hormonaux, et la protection contre les violences comme les mutilations génitales féminines,,,.
Le développement des droits reproductifs, en tant que catégorie des droits de l'homme, commence lors de la Conférence internationale des droits de l’homme, en 1968 à Téhéran. La Résolution est le premier document qui introduise ces droits, en énonçant : « les parents ont le droit fondamental de déterminer librement et consciemment la dimension de leur famille et l'échelonnement des naissances »,. Les problèmes concernant la santé des femmes - sur le plan sexuel, gynécologique, psychique - ne figuraient pas parmi les priorités des Nations unies, jusqu'à ce que la Décennie de la femme (1975 - 1985) attire l'attention sur ces thématiques. Néanmoins, les États ont mis du temps à intégrer ces droits dans des traités contraignants. Par conséquent, si certains de ces droits sont entrés en vigueur dans le droit dur, d'autres ont seulement le statut d'une recommandation et ne peuvent donc bénéficier de la même reconnaissance internationale ; d'autres législations enfin attendent d'être admises dans la communauté internationale et demeurent au niveau du plaidoyer. Les droits reproductifs s'inscrivent dans la thématique plus large des droits relatifs à la santé sexuelle et procréative (en).
Les questions relatives aux droits reproductifs figurent parmi les plus intensément contestées à l'échelle mondiale, indépendamment du niveau socioéconomique, de la religion ou de la culture des populations.

## Histoire

### Proclamation de Téhéran
En 1945, la Charte des Nations unies énonce l'obligation d'« encourager... le respect des droits de l'homme et des libertés fondamentales pour tous, sans distinctions de race, de sexe, de langue ou de religion ». Toutefois, la Charte ne définit pas la nature de ces droits. Trois ans plus tard, les Nations unies adoptent la Déclaration universelle des droits de l'homme (DUDH), premier document qui décrive les droits de l'homme ; la DUDH n'évoque pas les droits reproductifs. Ces derniers figurent, en tant que catégorie des droits humains, dans la Proclamation de Téhéran en 1968 : « les parents ont le droit fondamental de déterminer librement et consciemment la dimension de leur famille et l'échelonnement des naissances ».
Ce droit est affirmé par l'Assemblée générale des Nations unies dans la Déclaration sur le progrès et le développement dans le domaine social de 1969, dont l'article 4 précise : « La famille, en tant qu'élément de base de la société et que milieu naturel pour la croissance et le bien-être de tous ses membres, et en particulier des enfants et des jeunes, doit être aidée et protégée afin qu'elle puisse assumer pleinement ses responsabilités au sein de la communauté. Les parents ont le droit exclusif de déterminer librement et en toute responsabilité le nombre et l'échelonnement des naissances »,. En 1975, lorsque les Nations unies tiennent l'année internationale de la femme, la Conférence fait allusion la Proclamation de Téhéran.

### Programme d'action du Caire
En 1994, lors de la Conférence internationale sur la population et le développement (en) (CIPD), le Programme d'action du Caire, qui court sur vingt ans, est adopté. Ce programme, sans engagement, déclare que les gouvernements ont une part de responsabilité en matière d'assurance des besoins procréatifs individuels. Le programme recommande que des services de planning familial soit assurés en même temps que d'autres soins de santé reproductive, y compris les soins relatifs à un accouchement sûr et sain, la lutte contre les infections sexuellement transmissibles et la prise en charge après un avortement. La CIPD aborde également les questions de violences contre les femmes, de trafic sexuel et de santé des adolescents. Le programme du Caire constitue la première stratégie internationale qui définisse la santé reproductive, avec ce paragraphe 72 dans « Droits et santé en matière de reproduction »  : 

« Par santé en matière de reproduction, on entend le bien-être général, tant physique que mental et social, de la personne humaine, pour tout ce qui concerne l’appareil génital, ses fonctions et son fonctionnement et non pas seulement l’absence de maladies ou d’infirmités. Cela suppose donc qu’une personne peut mener une vie sexuelle satisfaisante en toute sécurité, qu’elle est capable de procréer et libre de le faire aussi souvent ou aussi peu souvent qu’elle le désire. Cette dernière condition implique qu’hommes et femmes ont le droit d’être informés et d’utiliser la méthode de planification familiale de leur choix, ainsi que d’autres méthodes de leur choix de régulation des naissances qui ne soient pas contraires à la loi, méthodes qui doivent être sûres, efficaces, abordables et acceptables, ainsi que le droit d’accéder à des services de santé qui permettent aux femmes de mener à bien grossesse et accouchement et donnent aux couples toutes les chances d’avoir un enfant en bonne santé. »

Contrairement aux conférences précédentes sur la population, celle du Caire compte de nombreux représentants issus de milieux différents, depuis les citoyens de terrain jusqu'aux instances gouvernementales. 179 nations participent à la CIPD ainsi que 11 000 personnalités issues de gouvernements, d'organisations non gouvernementales, d'agences internationales et du militantisme. La CIPD n'aborde pas les conséquences à long terme de l'épidémie du VIH. En 1999, lors de l'ICPD+5, les recommandations prévoient l'engagement de développer la thématique du VIH dans l'instruction, la recherche et la prévention de la contamination lors de la grossesse et l'investissement dans les vaccins et les traitements
Le Programme d'action du Caire est adopté par 184 états-membres de l'ONU. Néanmoins, des réserves sont émises par de nombreux États d'Amérique latine et des États islamiques, en particulier en raison des notions de droits reproductifs et de libertés sexuelles, des soins en matière d'avortement au regard des lois islamiques en la matière.
Le déploiement du programme du Caire est très inégal entre les différents pays. Dans plusieurs États, des tensions sont apparues après la CIPD en raison de l'application des droits de l'homme. D'autres ont élargi les initiatives de santé reproductive pour y intégrer des services de planning familial au bénéfice de la santé des mères et des enfants. La santé des adolescents et les conséquences des avortements risqués sont mieux encadrés. Lara Knudsen estime que la CIPD a permis de diffuser du vocabulaire féministe dans les documents issus des gouvernements et des agences travaillant sur la population, néanmoins les concepts sous-jacents de ce vocabulaire restent lettre morte dans de nombreux pays. Lors de réunions préparatoires en amont de la CIPD+10 en Asie et en Amérique latine, les États-Unis, à l'ère du gouvernement de George W. Bush, sont la seule nation qui s'oppose au Programme d'action.

### Déclaration et Plateforme d’action de Beijing sur l’autonomisation des femmes
En 1995 à Beijing se tient la quatrième conférence mondiale sur les femmes, qui aboutit à la Déclaration (en) et au Programme d’action de Beijing (en), qui reprend la définition de la santé reproductive proposée dans le Programme du Caire et élargit le cadre des droits reproductifs : 

« Les droits fondamentaux des femmes comprennent le droit d’être  maîtresses de leur sexualité, y compris leur santé en matière de sexualité et de reproduction, sans aucune contrainte, discrimination ou violence, et de prendre librement et de  manière responsable des décisions dans ce domaine. L’égalité entre les femmes et les hommes en ce qui concerne la sexualité et la procréation, y compris le respect total de l’intégrité de la personne, exige le respect  mutuel, le  consentement et le partage de la responsabilité des comportements sexuels et de leurs conséquences. »

La Plate-forme de Beijing signale douze domaines interdépendants de préoccupation concernant les droits humains des femmes, droits nécessitant une mobilisation. La Plate-forme déclare que les droits reproductifs des femmes sont des « droits humains indivisibles, universels et inaliénables ». La Plate-forme de 1995 contenait une section où étaient dénoncées les violences sexistes et inscrivait la stérilisation contrainte parmi les atteintes aux droits humains. Toutefois, la communauté internationale dans son ensemble n'a pas reconnu que les femmes possèdent des droits en matière de santé reproductive ; dans les années qui ont suivi la conférence, certains pays ont recouru à des formulations qui limitent la portée des droits sexuels et reproductifs. Par ailleurs, et pour la première fois, la conférence de 1995 détaille à la fois les droits des communautés autochtones et ceux des femmes, les classant dans une catégorie commune. Les droits reproductifs représentent un enjeu fortement politique, ce qui freine l'adoption de lois qui y sont relatives.

### Principes de Yogyakarta
Les principes de Yogyakarta sur l’application du droit international des droits de l'homme en matière d’orientation sexuelle et d’identité de genre sont présentés par un groupe d'experts en novembre 2006 mais les États ne les ont pas encore intégrés dans la législation internationale. Ces principes annoncent en préambule : « la communauté internationale a reconnu aux personnes le droit de décider librement et de manière responsable de tout ce qui a trait à leur sexualité, y compris la santé sexuelle et reproductive, sans coercition, discrimination ou violence » et le neuvième principe, intitulé « le droit à un traitement humain lors d'une détention », précise que les États doivent « fournir un accès adéquat aux soins médicaux et à un service de conseil appropriés aux besoins des détenus, reconnaissant les besoins particuliers des personnes en fonction de leur orientation sexuelle ou de leur identité de genre, y compris en ce qui concerne la santé reproductive, l’accès aux informations sur le VIH/SIDA et les thérapies, et un accès aussi bien aux thérapies hormonales et autres qu’aux traitements de réassignation de sexe (en) si désirés ». Néanmoins, des pays d'Afrique et des Caraïbes, ainsi que des États islamiques et la fédération de Russie ont manifesté leur désaccord à la perspective d'inscrire ces principes parmi les droits humains.

### Convention d’Istanbul: interdiction de la stérilisation et de l'avortement forcés
La Convention du Conseil de l'Europe sur la prévention et la lutte contre la violence à l'égard des femmes et la violence domestique (ou Convention d’Istanbul) de 2011 est le premier instrument juridiquement contraignant au niveau pan-européen en matière de violence contre les femmes et de violence familiale. Elle interdit la stérilisation contrainte et l'avortement forcé.

« Article 39 – Avortement et stérilisation forcés

Les Parties prennent les mesures législatives ou autres nécessaires pour ériger en infractions pénales, lorsqu’ils sont commis intentionnellement :

a. le fait de pratiquer un avortement chez une femme sans son accord préalable et éclairé;

b. le fait de pratiquer une intervention chirurgicale qui a pour objet ou pour effet de mettre fin à la capacité d’une femme de se reproduire naturellement sans son accord préalable et éclairé ou sans sa compréhension de la procédure. »

### Ingérences de certains États dans la liberté procréative
Dans certains États, des gouvernements — de droite comme de gauche — ont mené des politiques qui bafouent certains droits reproductifs. Par exemple, certains gouvernements soutiennent une politique de natalisme forcé ; à cet égard, un exemple célèbre au XXe siècle est celui de la république socialiste de Roumanie : entre 1967 et 1990, Nicolae Ceaușescu applique une politique nataliste très agressive conduisant à l'interdiction de l'interruption volontaire de grossesse et de la contraception, à des tests de grossesses systématisés, à la levée d'une taxe sur l'absence d'enfant et à la discrimination contre les personnes sans enfants. À l'inverse, une politique antinataliste prévaut en république populaire de Chine avec la politique de l'enfant unique entre 1978 et 2015. Dans d'autres États, un gouvernement autoritaire peut appliquer une politique nataliste en imposant, à l'échelle du pays, des mariages forcés par décret administratif ; c'est ce qu'on commis les Khmers rouges au Cambodge pour accroître la population et perpétuer leur révolution. D'autres États au contraire instaurent des programmes racistes de stérilisation contrainte à l'encontre de certaines minorités ethniques. Des programmes de ce type ont eu lieu en Europe et en Amérique du Nord au XXe siècle et, plus récemment, en Amérique latine à l'encontre des populations autochtones dans les années 1990. Au Pérou, le président Alberto Fujimori (en poste de 1990 à 2000) a été accusé de génocide et de crimes contre l'humanité en raison des campagnes de stérilisation menées par son gouvernement à l'encontre des peuples autochtones (principalement des Quechuas et des Aymaras).

## Sur le plan des droits humains

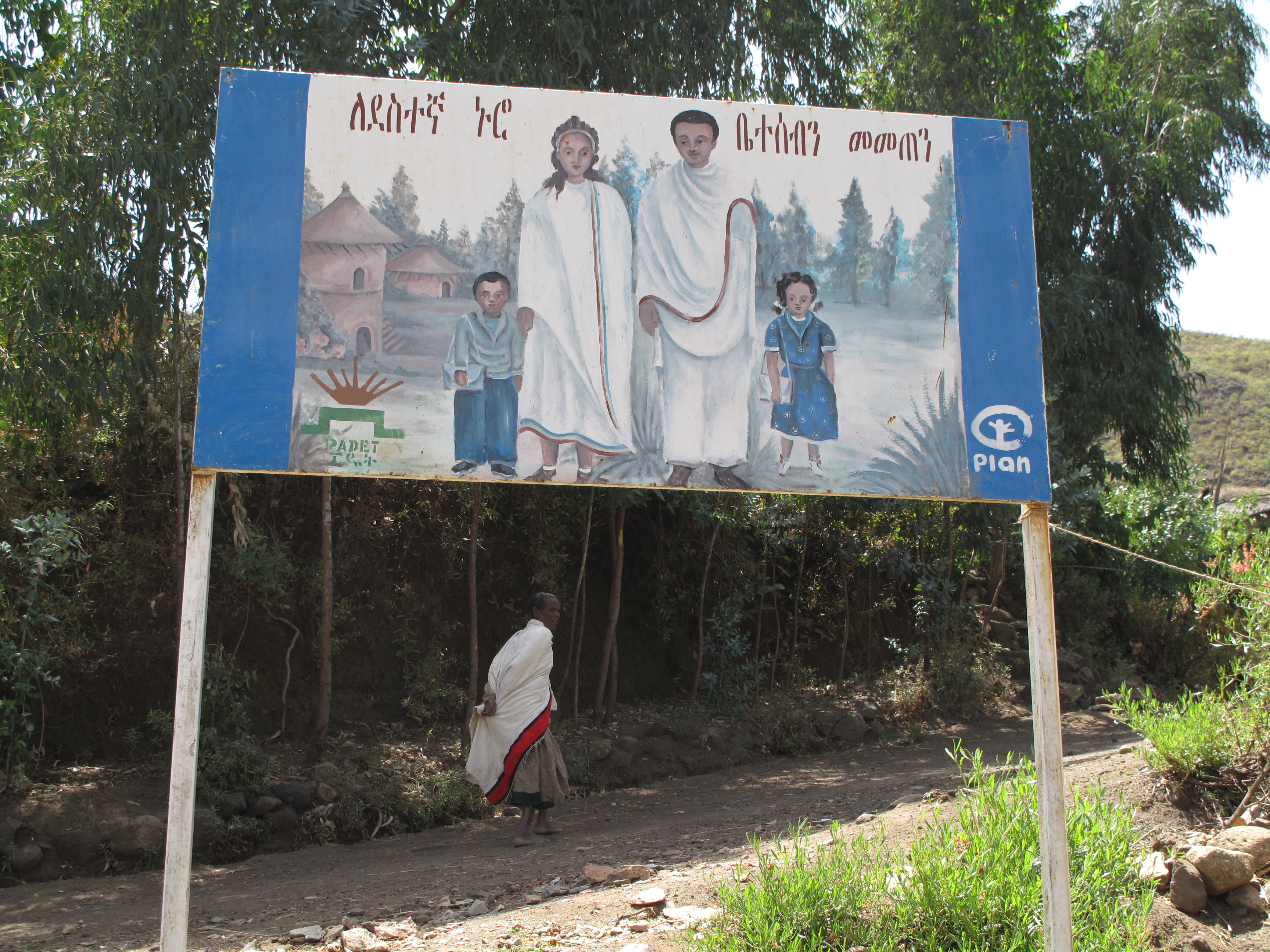
Panneau pour montrer les effets bénéfiques du planning familial, en Éthiopie.

Les droits humains servent de référence pour analyser et mesurer les atteintes aux droits, notamment les campagnes des gouvernements imposées par la coercition ou par l'oppression. La question des droits humains en matière de procréation et de contrôle des populations montre des différences nettes selon les ethnies et les classes sociales : les femmes blanches occidentales ont insisté sur l'accès à l'IVG (surtout au cours de la deuxième vague de féminisme en 1970-1980), ce qui a invisibilisé les problèmes des femmes de couleur dans les pays du Sud ou marginalisé celles des pays du Nord (femmes afro, femmes autochtones, détenues, bénéficiaires des aides publiques) qui étaient victimes de mesures de contraception forcée ou d'avortements forcés. Ce décalage entre les hémisphères se manifeste aussi dans la différence des revendications : les femmes des pays du nord veulent conquérir la liberté sur leurs corps et les droits politiques alors que les femmes des pays du sud réclament la satisfaction de leurs besoins essentiels par la réduction de la pauvreté et des inégalités économiques.
Les différences séparent les féministes des pays aisés et celles des pays en développement en matière de revendications : les féministes des pays prospères ont soutenu la libération sexuelle alors que celles du sud s'inquiètent des questions politiques (en s'opposant à des dictatures, qui ne sont pas rares dans le Tiers monde. En Amérique latine, les féministes tendent à suivre les idéaux féministes des pays développés (droits relatifs à la sexualité et la procréation, violence contre les femmes, violences familiales) et rejettent les institutions religieuses, comme le catholicisme et l'évangélisme, qui cherchent à contrôler la procréation féminine. Toutefois, de nombreux militants des droits humains adoptent une position en phase avec les courants religieux qui s'opposent à la violence politique, au lieu de concentrer leurs efforts sur les droits individuels envers le corps.
Les Nations unies et plusieurs pays se sont approprié le débat pour déterminer si les femmes devraient posséder entièrement le contrôle de leurs corps ; toutefois, parmi ces mêmes pays, les États ne parviennent pas à instaurer ces droits humains pour les citoyennes. Cette carence est éventuellement imputable, en partie, à la prise en compte tardive des droits des femmes dans l'évolution des droits humains. Néanmoins, de nombreux documents soutiennent sans équivoque les droits des femmes en matière de procréation, y compris leur autonomie de décision dans les choix concernant le planning familial : la Déclaration des droits de l'homme en 1948, la Convention sur l'élimination de toutes les formes de discrimination à l'égard des femmes en 1979, les Objectifs du millénaire pour le développement et désormais aussi les Objectifs de développement durable, qui vise à intégrer l'accès universel aux soins de santé procréative dans les programmes de planning familial. Néanmoins, la Déclaration des droits des peuples autochtones, en 2007, n'a pas incorporé les droits des femmes autochtones dans l'accès aux soins de santé procréative ou maternelle.
Comme la plupart des instruments internationaux relatifs aux droits de l'homme ne prévoient pas explicitement les droits relatifs à la sexualité et à la procréation dans des accords contraignants, une importante coalition (en) d'ONG, de fonctionnaires et d'experts exerçant auprès d'organisations internationales militent pour qu'une réinterprétation de ces instruments rattache et intègre les droits reproductifs dans les droits humains, qui sont déjà largement reconnus. Ce rattachement est observé dans le Programme d'action du Caire en 1994 : 

« les droits en matière de procréation correspondent à certains droits de l’homme déjà reconnus dans des législations nationales, des instruments internationaux relatifs aux droits de l’homme et d’au-tres documents pertinents des Nations Unies qui sont le fruit d’un consensus. Ces droits reposent sur la reconnaissance du droit fondamental de tous les couples et des individus de décider librement et avec discernement du nombre de leurs enfants et de l’espace-ment de leurs naissances et de disposer des informations nécessaires pour ce faire, et du droit de tous d’accéder à la meilleure santé en matière de sexualité et de reproduction . Ce droit repose aussi sur le droit de tous de prendre des décisions en matière de procréation sans être en butte à la discrimination, à la coercition ou à la violence, tel qu’exprimé dans des documents relatifs aux droits de l’homme . Dans l’exercice de ce droit, il importe que les couples et les individus tiennent compte des besoins de leurs enfants présents et à venir et de leurs propres responsabilités envers la société. »

Suivant la même démarche, Amnesty International déclare que la mise en œuvre des droits reproductifs est rattachée à celle de plusieurs droits humains reconnus, dont le droit à la santé, le droit d'être protégé de la discrimination, le  droit au respect de la vie privée et le droit de ne pas être sujet à la torture et aux maltraitances.

Néanmoins, certains États n'ont pas accepté d'intégrer les droits reproductifs dans la liste des droits humains reconnus à l'international. Lors de la Conférence du Caire, plusieurs pays ont émis des  réserves (en), soit sur le principe des droits reproductifs, soit sur certains d'entre eux, comme l'Argentine, l'Équateur, la République dominicaine, El Salvador, le Honduras, Malte, le Nicaragua, le Paraguay, le Pérou et le Saint-Siège, au sujet de l'avortement. Certains pays musulmans, comme le Brunei, Djibouti, l'Iran, la Jordanie, le Koweït, la Libye, la Syrie, les Émirats arabes unis et le Yémen ont également émis des réserves contre tout élément du programme susceptible d'entrer en contradiction avec la charia. Le Guatemala a en outre demandé si la Conférence avait la légimité légale pour entériner de nouveaux droits humains.

## Sur le plan des droits des femmes
Le Fonds des Nations unies pour la population et l'Organisation mondiale de la santé (OMS) militent pour les droits reproductifs, en insistant sur les droits des femmes. À cet égard, l'ONU et l'OMS s'investissent sur un éventail de thèmes comme les services de planning familial, l'éducation sexuelle, la ménopause et la réduction des fistules obstétricales ainsi que les interactions entre la santé procréative et le niveau socio-économique. D'après le Haut-Commissariat des Nations unies aux droits de l'homme, « la santé sexuelle et procréative des femmes est liée à de nombreux droits fondamentaux, tels que le droit à la vie, le droit de ne pas être soumis à la torture, le droit à la santé, le droit au respect de la vie privée, le droit à l’éducation et l’interdiction de la discrimination ».
Le soutien en faveur des droits reproductifs des femmes est présenté dans le cadre de la protection contre les discriminations ainsi que l'amélioration du niveau socio-économique des intéressées. Les droits des femmes sur leur fécondité représentent depuis longtemps une question clé dans le débat sur la surpopulation.
Le réseau Development Alternatives with Women for a New Era (en) propose l'analyse suivante : « la maîtrise de sa propre fécondité est un besoin essentiel ainsi qu'un droit essentiel concernant toutes les femmes. Ce droit s'articule avec la santé des femmes et leur statut socio-économique, et aussi avec d'autres facteurs comme les structures sociales influentes que constituent la religion, le contrôle de l'État, l'inertie des administrations et les bénéfices privés. Les femmes démunies sont en première ligne pour jouir de ce droit. Les femmes savent que la maternité est un phénomène social et, en aucun cas, une expérience uniquement individuelle. Nous savons aussi que les tendances démographiques mondiales vont peser lourdement sur les ressources et les institutions d'ici la fin de notre siècle. Mais nos corps sont réduits au rôle d'un simple pion dans les luttes entre les États, les religions, les hommes chefs de famille et les entreprises privées. Les programmes dont les intérêts féminins sont exclus ont de faibles perspectives de réussite... » D'après David Attenborough, « ma seule lueur d'espoir, c'est ce fait : chaque fois que les femmes peuvent contrôler leur vie sur le plan politique et social, et sous réserve que des services médicaux leur permettent de réguler les naissances et que leurs compagnons leur remettent le pouvoir de décision en la matière, le résultat est là : les taux de natalité baissent. Car les femmes ne désirent pas mettre au monde 12 enfants dont 9 ne survivront pas ».

## Sur le plan des droits des hommes
Certaines organisations plaident en faveur des droits reproductifs des hommes, à la fois sur le plan de la santé procréative et des libertés relatives à leur fécondité. D'après FHI, les problématiques de santé masculine portent sur les infections sexuellement transmissibles, les cancers et l'exposition à des toxines.

### États-Unis
Aux États-Unis, les droits des hommes en matière de paternité ont nourri des débats récents. Melanie McCulley, avocate en Caroline du Sud, a élaboré le concept d'avortement masculin (en) dans un article publié en 1998. Cette théorie se fonde sur le fait qu'une femme enceinte a le choix entre trois options : pratiquer l'IVG, confier l'enfant à un réseau d'adoption ou élever elle-même son enfant. En revanche, les hommes ne disposent pas des mêmes possibilités alors qu'ils vivront avec les conséquences du choix de la mère. Selon cette théorie, dans le cadre de l'égalité des sexes, aux premiers stades d'une grossesse, le père présumé devrait avoir le droit de renoncer à tous ses droits sur le futur enfant et de décliner toutes ses futures responsabilités matérielles, à condition d'en informer la future mère, qui conserve les mêmes options. La notion d'« avortement paternel » reçoit le soutien de l'avocate Karen DeCrow, ancienne présidente de l'organisation féministe National Organization for Women. L'argument féministe concernant les droits procréatifs des hommes reconnaît un déséquilibre dans les choix respectifs des hommes et des femmes en termes de parentalité, ce qui démontre une coercition de l'État, qui favorise les rôles de genre traditionnels.
En 2006, le National Center for Men présente l'affaire Dubay v. Wells (en) en soutenant que lors d'une grossesse imprévue, la femme enceinte qui annonce la nouvelle au père présumé devrait lui laisser la possibilité d'abandonner tous ses droits et toutes ses responsabilités de futur père. La cour d'appel des États-Unis pour le sixième circuit a rejeté la demande en déclarant que « le Quatorzième amendement de la Constitution des États-Unis n'interdit pas à l'État de juger différemment des catégories différentes de personnes ».
Le sujet reste néanmoins débattu concernant l'avortement masculin. Le vol de spermatozoïdes fait également partie des questions liées aux droits procréatifs.

## Droits reproductifs et l'islam
Dans l'islam, les droits reproductifs sont considérés comme étroitement liés aux enseignements religieux qui abordent la question de la procréation, de la famille et de la santé reproductive. Bien que les interprétations puissent varier, il existe des principes fondamentaux qui guident la perspective islamique sur les droits reproductifs. Voici quelques-uns des aspects clés liés aux droits reproductifs dans le contexte de l'islam :
Le droit à la procréation : L'islam considère la reproduction comme une bénédiction divine et encourage généralement la procréation dans le cadre du mariage en tant que responsabilité sociale et religieuse.
Le respect de la vie : La vie humaine est considérée comme sacrée dans l'islam, et cela s'étend à la vie en gestation. Le droit à la vie est protégé, ce qui affecte la perspective sur des questions telles que l'avortement et la recherche sur les cellules souches.
La santé maternelle et infantile : La protection de la santé des femmes enceintes, des mères et des nourrissons est également soulignée. Les soins prénatals adéquats et l'allaitement sont encouragés et considérés comme des droits importants pour la santé maternelle et infantile.
La planification familiale : Bien que l'islam encourage la procréation, il reconnaît également la nécessité de planifier la famille pour des raisons de santé et de bien-être familial. La planification familiale est généralement acceptée dans l'islam tant qu'elle est pratiquée de manière éthique et responsable.
La protection des droits des femmes : L'islam insiste sur la protection des droits des femmes, y compris leur droit à la santé et à l'autonomie. Cela inclut le droit à des soins de santé reproductive appropriés et à la prise de décision autonome concernant leur propre santé reproductive.

## Concernant les personnes intersexes
Chez les humains et chez d'autres espèces, l'intersexuation est une variation des caractéristiques sexuelles ; pour certains représentants, la composition chromosomique, les gonades ou les organes génitaux ne permettent pas d'être clairement identifié comme « masculin » ni « féminin ». Ces variations comprennent des organes sexuels ambigus ainsi que des génotypes ne correspondant pas à XY (masculin) ni XX (féminin),. Les personnes intersexes sont souvent victimes de procédures médicales (hormones) et chirurgicales non consenties de « normalisation sexuelle » dès l'enfance, or ces démarches aboutissent souvent à la stérilisation,,,,.
Les agences des Nations-unies commencent à tenir compte des personnes intersexes. Le 1er février 2013, Juan E Mendés — Rapporteur spécial sur la torture et les autres traitements cruels, inhumains ou dégradants — a publié une déclaration pour condamner les interventions chirurgicales non consenties sur les personnes intersexes. Dans son rapport, il annonce : « les enfants nés avec des caractéristiques sexuelles atypiques sont souvent victimes d'opérations irréversibles de réattribution sexuelle, de stérilisation, de « normalisation » en l'absence de leur consentement libre et éclairé, ou de celui de leurs parents, "dans une tentative de réparer leurs organes" ; les victimes subissent alors une infertilité définitive ainsi que de graves souffrances psychiques ». En mai 2014, l'OMS publie une déclaration conjointe « Eliminating forced, coercive and otherwise involuntary sterilization: an interagency statement » avec le Haut-Commissariat des Nations unies aux droits de l'homme, ONU Femmes, l'UNAIDS, le PNUD, le FNUAP et l'Unicef. Ce rapport, qui évoque les « opérations de normalisation sexuelle et les autres procédures » menées sur les « personnes intersexes », remet en question la nécessité de ces traitements, la capacité des patients à y consentir et la faiblesse des preuves médicales d'un bénéfice. Le rapport préconise des principes pour éviter les stérilisations contraintes lors des traitements médicaux, dont : la vérification que le patient est assez autonome pour formuler son consentement, la protection contre la discrimination, ainsi que la responsabilité et l'accès aux procédures judiciaires.

## Droits et accès pour les mineurs
Dans de nombreuses régions, les mineurs ont besoin d'obtenir l'accord de leurs parents ou doivent informer leurs parents pour accéder à des services de santé sexuelle et reproductive, comme la contraception, l'IVG, les examens gynécologiques, les tests d'infections sexuellement transmissibles, etc. L'obligation d'informer les parents lorsqu'un mineur veut connaître son statut sérologique au virus de l'immunodéficience humaine suscite d'importantes controverses, surtout dans les zones où l'épidémie est endémique, et ce sujet est sensible,,. Respecter à la fois les droits des mineurs et des parents constitue un problème de bioéthique à la croisée de la médecine et du droit ; aux États-Unis, cette question cause de nombreux litiges devant les tribunaux. La Convention sur les droits de l'enfant de 1989 présente un concept important, celui des aptitudes évolutives (en) des mineurs : ceux-ci devraient, en fonction de leur maturité et de leur capacité de compréhension, être associés aux décisions qui les concernent.
Les jeunes sont régulièrement victimes d'une obstruction quand ils veulent solliciter des services de santé procréative parce que les professionnels de la santé considèrent que les adolescents ne sont pas censés avoir une activité sexuelle ou considèrent que l'éducation sexuelle relève des parents. Les services de médecine procréative n'ont guère d'obligations envers les clients jeunes, ce qui constitue une cause principale de cette obstruction dans l'accès aux soins. Dans de nombreux pays, quelle que soit la législation, les mineurs ne peuvent accéder aux soins les plus élémentaires à moins d'être accompagnés de leurs parents : par exemple, en Inde en 2017, une jeune fille de 17 ans a été rejetée par sa famille en raison de sa grossesse, puis elle a aussi été rejetée par les hôpitaux ; elle a dû accoucher en pleine rue. Depuis quelques années, certaines ONG comme le Fonds des Nations unies pour la population s'inquiètent de l'absence des droits reproductifs pour les adolescents.
Certains organismes de santé considèrent que l'obligation de se référer aux parents, alors que le mineur possède une maturité suffisante pour saisir les enjeux d'une situation, lèse les droits du jeune en question et porte préjudice à sa santé. L'OMS critique les lois qui imposent d'informer les parents ou de recueillir leur consentement : 

« La discrimination dans les établissements de soins revêt des formes diverses... certains individus ou groupes peuvent, par exemple, être victimes... de violation du principe de confidentialité et/ou se voir refuser la possibilité de prendre une décision de façon autonome, notamment du fait d’une obligation de consentement au traitement de la part des parents, conjoints ou tuteurs, ou de l’absence de consentement libre et éclairé. (...) Les lois et les politiques doivent respecter les principes de l’autonomie dans la prise de décisions en matière de soins; garantir le consentement libre et éclairé, le respect de la vie privée et la confidentialité... et interdire... l’autorisation obligatoire d’un tiers et les obligations de notification. »

## Manque d'information et méconnaissance des droits
Si les droits reproductifs sont malmenés dans de nombreux secteurs, l'une des principales raisons réside dans la méconnaissance des lois chez la grande majorité de la population. Les citoyens ordinaires ne sont pas informés mais les médecins non plus. D'après une enquête au Brésil auprès de médecins, il est courant de constater l'ignorance des droits et des conceptions erronées de la lois sur l'IVG (qui est strictement encadrée). Au Ghana, la loi restreint l'IVG à certains cas mais seules 3 % des femmes enceintes et 6 % de celles qui sollicitent un avortement connaissent la législation relative au sujet. Au Népal, l'IVG est légale depuis 2002 mais, selon une enquête publiée en 2009, seules 50 % des femmes savaient qu'elle est autorisée. De nombreuses personnes ne saisissent pas la notion de violence sexuelle : en Hongrie, le viol conjugal est interdit depuis 1997 mais une enquête de 2006 montre que 62 % des répondants ne savaient pas qu'il s'agit d'une infraction. Le Programme des Nations unies pour le développement déclare que, pour favoriser l'égalité de sexes, « les femmes doivent connaître leurs droits et avoir la possibilité d'accéder au système juridique » tandis que l'article 4 de la Déclaration sur l'élimination de la violence à l'égard des femmes (1993) précise que « les États devraient en outre informer les femmes de leur droit à obtenir réparation par le biais de ces mécanismes ».

## Atteintes aux droits relatifs à la sexualité et à la procréation

### Mariages forcés
Un mariage forcé est un mariage dans lequel au moins l'une des parties est engagée sans son consentement ou malgré sa volonté. La Convention du Conseil de l'Europe sur la prévention et la lutte contre la violence à l'égard des femmes et la violence domestique, le premier traité contraignant en Europe en matière de violence contre les femmes et de violence familiale, impose aux pays signataires d'interdire le mariage forcé (article 37) et de s'assurer que tout mariage forcé peut être aisément annulé (article 32).
Le mariage par enlèvement est une variante de mariage forcé : une femme ou une jeune fille est enlevée dans le but de la forcer à se marier. Parfois, l'enlèvement des femmes est collectif. Le mariage par enlèvement a été pratiqué dans diverses régions au cours de l'histoire et la pratique persiste dans certains secteurs, notamment en Asie Centrale et dans le Caucase, ainsi qu'en Éthiopie,,,. Lors d'un mariage par enlèvement, la « mariée » est souvent violée, parfois avant les noces pour la contraindre à accepter cette union. Ce dernier cas conduit au mariage réparateur, système légal permettant au violeur d'échapper aux poursuites s'il épouse la victime, y compris si elle est mineure.
Dans le cadre d'un viol avant ou après un mariage forcé, la victime risque d'être enceinte malgré elle.

#### Mariages d'enfants
D'après l'OMS, le mariage précoce lèse les droits et la santé des très jeunes filles. Le Fonds des Nations unies pour la population déclare que les mariages d'enfants sont « une atteinte aux droits humains » et que, dans les pays en développement, une fille sur trois est mariée avant l'âge de 18 ans ; elles sont une sur neuf à contracter un mariage avant l'âge de 15 ans.

#### Prix de la fiancée
La coutume du prix de la fiancée veut que la famille demandant la main d'une femme propose des biens : argent, propriété foncière, etc. Il arrive que cette coutume conduise les parents à vendre leur fille,. Cet usage existe notamment en Afrique.
Les jeunes filles peuvent être aussi vendues en règlement d'une dette (en) contractée par les parents,.
Or, la Convention supplémentaire sur l'abolition de l'esclavage de 1956 dont la section I définit comme esclavage :

« c) Toute institution ou pratique en vertu de laquelle :

i) Une femme est, sans qu'elle ait le droit de refuser, promise ou donnée en mariage moyennant une contrepartie en espèces ou en nature versée à ses parents, à son tuteur, à sa famille ou à toute autre personne ou tout autre groupe de personnes;

ii) Le mari d'une femme, la famille ou le clan de celui-ci ont le droit de la céder à un tiers, à titre onéreux ou autrement; »

### Violence sexuelle pendant une guerre
Les viols de guerre sont des agressions sexuelles commises par des combattants lors d'un conflit armé, d'une guerre ou d'une occupation militaire, souvent à titre de « pillage » ; néanmoins et surtout lors d'un conflit entre ethnies, ce crime s'ancre dans des motivations sociologiques. Il peut prendre la forme de viols collectifs. Le viol est régulièrement utilisé comme une tactique de guerre et une menace sur la sécurité internationale. Les viols de guerre portent atteinte aux droits reproductifs et conduisent souvent à des grossesses forcées et à la contamination par des infections sexuellement transmissibles. Les viols de guerre frappent principalement les femmes et les jeunes filles mais des viols d'hommes sont aussi observés, par exemple en République démocratique du Congo,.

### Mutilations sexuelles féminines

Prévalence des Mutilations génitales féminines

Les mutilations génitales féminines, d'après l'OMS, « recouvrent toutes les interventions incluant l'ablation partielle ou totale des organes génitaux externes de la femme ou toute autre lésion des organes génitaux féminins qui sont pratiquées pour des raisons non médicales ». Ces procédures ne présentent aucun bénéfice pour la santé et peuvent provoquer de graves hémorragies, des problèmes urinaires, des cystites, des infections et des complications lors de l'accouchement, avec un risque majoré de décès pour le nouveau-né. Ces mutilations sont pratiquées pour des raisons de tradition, de culture ou de religion dans de nombreuses régions du monde et particulièrement en Afrique. La Convention du Conseil de l'Europe sur la prévention et la lutte contre la violence à l'égard des femmes et la violence domestique interdit les mutilations sexuelles féminines dans l'article 38.

## Obstacles à l'application des droits reproductifs

### Contraception
La contraception est une méthode ou un dispositif servant à prévenir la grossesse. Certaines pratiques contraceptives sont anciennes mais les méthodes efficaces et sûres n'émergent qu'au XXe siècle. Il devient possible de planifier les naissances désirées : c'est le planning familial,.
Or, certaines cultures se montrent défavorables à la contraception car la population estime qu'il s'agit d'un acte néfaste sur le plan moral, religieux ou politique. Les méthodes contraceptives, dans leur ensemble, suscitent des oppositions dans plusieurs régions du monde, surtout pour des motifs religieux. Certaines de ces oppositions ne concernent pas seulement les méthodes modernes mais aussi les plus traditionnelles, comme le mouvement Quiverfull, idéologie chrétienne conservatrice prônant de favoriser autant de naissance que possible et opposé à toute régulation des naissances, y compris par les méthodes naturelles.

### Interruption volontaire de grossesse
D'après une enquête menée par l'OMS et le Guttmacher Institute, il y eut 25 millions d'avortements à risque (en) (45 % du total des IVG) chaque année entre 2010 et 2014. 97 % des avortements à risque ont lieu dans des pays en développement d'Afrique, d'Asie et d'Amérique latine. Inversement, la majorité des IVG menées en Europe du nord et en Europe occidendale ainsi qu'en Amérique du Nord présentent une sécurité satisfaisante.
Le Comité pour l'élimination de la discrimination à l'égard des femmes (en), dans sa recommandation générale no 35  sur la violence à l’égard des femmes fondée sur le genre, considère que :

« Les atteintes à la santé et aux droits des femmes en matière de sexualité et de procréation, telles que les stérilisations forcées, l’avortement forcé, la grossesse forcée, la criminalisation de l’avortement, le refus ou le report d’un avortement sans risque et des soins après avortement, la continuation forcée d’une grossesse, les sévices et mauvais traitements subis par les femmes et les filles qui cherchent des informations, des biens et des services en matière de santé sexuelle et procréative, sont des formes de violence fondée sur le genre qui, suivant les circonstances, peuvent être assimilées à de la torture ou à un traitement cruel, inhumain ou dégradant. »

Cette même recommandation invite les pays à abroger, en particulier « Les dispositions qui autorisent, tolèrent ou encouragent des formes de violence à l’égard des femmes fondée sur le genre, notamment... les dispositions qui criminalisent l’avortement ».
L'OMS a publié un article plaidant pour l'avortement légal et sécurisé en tant que droit essentiel des femmes et qui décrit l'avortement à risque comme une « pandémie silencieuse ».
En 2017, les Nations unies estiment qu'abroger les lois contre l'IVG sauverait la vie à près de 50 000 femmes chaque année. Les avortements à risque sont exécutés principalement dans les pays où l'IVG est illégale mais le phénomène a lieu aussi dans des pays où elle est légale. En 2008, Human Rights Watch déclare que « même dans les nations où l'IVG est autorisée, les femmes rencontrent souvent de graves obstacles pour obtenir un avortement sécurisé en raison de carences dans les lois, d'un système de santé défaillant ou d'un manque de volonté politique » ; l'ONG estime qu'environ 13 % des morts maternelles à l'échelle mondiale sont imputables à des avortements à risques, soit entre 68 000 et 70 000 décès par an.
En 1994, lors des négociations de la Conférence internationale sur la population et le développement (en) (CIPD), la question de l'avortement était si controversée que les délégués se sont finalement abstenus d'émettre de recommandation concernant la légalisation de l'IVG, choisissant plutôt de conseiller l'instauration de soins après l'avortement et l'investissement dans des programmes permettant de réduire le nombre de grossesses non désirées.